# Henrique Capriles Radonski
Henrique Capriles Radonski (sinh ngày 11 tháng 7 năm 1972) là một chính trị gia người Venezuela. Từ năm 2000 đến 2008, Capriles là thị trưởng của Khu tự quản Baruta vùng Caracas; ông đã bắt đầu chiến dịch tranh cử vào chính phủ bang Miranda năm 2008. Vào tháng 11 năm 2008, Capriles đắc cử vị trí Thống đốc bang Miranda, đánh bại Diosdado Cabello. Sau khi chiến thắng trong các cuộc bầu cử sơ bộ của phe đối lập, Capriles trở thành ứng cử viên của phe đối lập trong cuộc bầu cử tổng thống Venezuela năm 2012.

## Cuộc sống riêng
Capriles Henrique sinh ra tại Caracas ngày 11 tháng 7 năm 1972. Cha của ông có tổ tiên Hà Lan, trong khi ông bà ngoại là người nhập cư Do Thái từ Nga và Ba Lan, người đã rời châu Âu trong thế chiến II. Ông bà cố ngoại của ông đã chết trong trại hủy diệt Treblinka. Capriles là tín đồ Công giáo, đã trở thành tín đồ tôn giáo trong khi bị giam cầm trong năm 2004.
Ông học luật tại Đại học Católica Andrés Bello và trở thành một chuyên gia về pháp luật thương mại vào năm 1994. Ông cũng nghiên cứu pháp luật về thuế tại Đại học Trung ương Venezuela, và các khóa học tại Học viện Thuế Quốc tế IBFD Amsterdam, Centro Interamericano de Administradores Tributarios ở Viterbo, Ý, và Đại học Columbia ở New York. Ông là một thành viên của Hiệp hội tài chính quốc tế, cũng như Hiệp hội thế giới của Hội thẩm trẻ và Ủy ban Thuế của Phòng Công nghiệp và Thương mại Mỹ Venezuela (Venamcham). Capriles đã làm việc trong khu vực công và tư nhân, bao gồm cả Abogados Nevett & Mezquita, Seniat, Hoet, Pelaez, Castillo & Duque (một công ty luật).

## Đời sống chính trị
Capriles được bầu vào Hạ viện Venezuela trong tháng 12 năm 1998, đại diện cho bên COPEI và trở thành thành viên trẻ nhất của quốc hội Venezuela được bầu. Ông đã giữ chức phó chủ tịch Hạ viện nó cho đến khi tổ chức này bị giải thể do Đại hội hiến pháp vào tháng 8 năm 1999.
Trong tháng 7 năm 2000, Capriles được bầu làm thị trưởng của Khu tự quản Baruta, đại diện cho đảng Primero Justicia (Công lý đầu tiên). Ông đã được tái cử vào tháng 10 năm 2004, nhận được 79% phiếu bầu, đánh bại ứng cử viên Chavista, diễn viên Simón Pestana.
Capriles đã chọn cựu Tổng thống Brazil Luiz Inácio Lula da Silva là nguồn cảm hứng chính trị của ông.

## Chính sách
Capriles đã lấy giáo dục làm tiêu điểm trong chiến dịch của mình. Bang Miranda do ông làm thống đốc là vùng duy nhất ở Venezuela tham gia chương trình PISA